# 延平路 (桃園市)
延平路為台灣桃園市中壢區及平鎮區之重要道路之一，由北銜接中華路二段，貫穿中壢、平鎮市區，至南止於埔心陸橋，全長約5.8公里，路寬20～30公尺，其中市區路段（中壢段至平鎮段一段、二段）在1994年前曾為台一線之路段，沿線商家、銀行、重要機關眾多；中壢段因婚紗業集中，而有婚紗街之稱。

## 車道配置
- 中華路口－環北路口
  - 路幅寬30公尺
  - 雙向4～5車道
  - 中央綠化安全島
- 環北路口－義民路口
  - 路幅寬20公尺
  - 雙向4車道
  - 無安全島
- 義民路口－埔心陸橋
  - 路幅寬30公尺
  - 雙向4～5車道
  - 中央綠化安全島

## 沿線設施
| 中壢區延平路 - 台灣中油中壢站 - 新街溪 - 天晟醫院 （页面存档备份，存于） - 中壢聖蹟亭 - 桃園市中壢區新街國民小學 （页面存档备份，存于） - 仁海宮 - 宏其婦幼醫院 （页面存档备份，存于） - 聯邦銀行北中壢分行 - 元富證券中壢分公司 - 貴族世家牛排中壢延平店 - 台中銀行中壢分行 - 台新銀行中壢分行 - 遠東商銀中壢分行 - 中正公園 - 交通部公路局新竹區監理所中壢監理站 - 國泰人壽中壢大樓 - 元大銀行中壢分行 - 臺灣電力公司桃園區營業處中壢服務所 - 臺灣菸酒公司中壢門市 | - 中信銀中壢分行 - 渣打銀行中壢分行 - 臺灣土地銀行中壢分行 - 延平路立體停車場 - 臺灣基督長老教會中壢教會 - 中平商圈徒步區 - 王品牛排中壢延平店 - 上海商銀延平分行 - 臺灣銀行中壢分行 - 桃園市政府警察局中壢分局 - 桃園市中壢區中壢國民小學 - 承安醫院 （页面存档备份，存于） - 中壢大飯店 （页面存档备份，存于） | 平鎮區延平路一段 - 平鎮市場 - 夏慕尼新香榭鐵板燒中壢延平店 （页面存档备份，存于） - 臺灣自來水公司中壢服務所 - 桃園市立中壢國民中學 - 新勢公園 - 桃園市平鎮區新勢國民小學 （页面存档备份，存于） - 桃園縣南區青少年活動中心 （页面存档备份，存于） - 老街溪 平鎮區延平路二段 - 陽明醫院 （页面存档备份，存于） - 臺灣石門農田水利會 （页面存档备份，存于） - 秉坤婦幼醫院 （页面存档备份，存于） - 中華郵政平鎮郵局 - 桃園市平鎮區宋屋國民小學 （页面存档备份，存于） 平鎮區延平路三段 - 臺灣電力公司宋屋配電變電所 - 新光紡織 - 快速公路台66線平鎮一交流道 - 埔心陸橋 |